# هاسین فنگ-لین
هاسین فنگ-لین (انگلیسی: Hsien Feng-lien) یک تکواندوکار تایوانی است. وی در مسابقات قهرمانی تکواندو جهان ۱۹۸۷ در کلاس سبک‌وزن برنده مدال نقره شد. در مسابقات تکواندو قهرمانی آسیا وی در سال ۱۹۹۰مدال برنز و در سال ۱۹۹۲ مدال نقره گرفت.